# Karl Friedemann (Widerstandskämpfer)
Karl Friedemann (* 13. Juni 1906 in Dresden; † 14. Juli 2000 ebenda) war ein deutscher Widerstandskämpfer und Arbeiterfunktionär.

## Leben

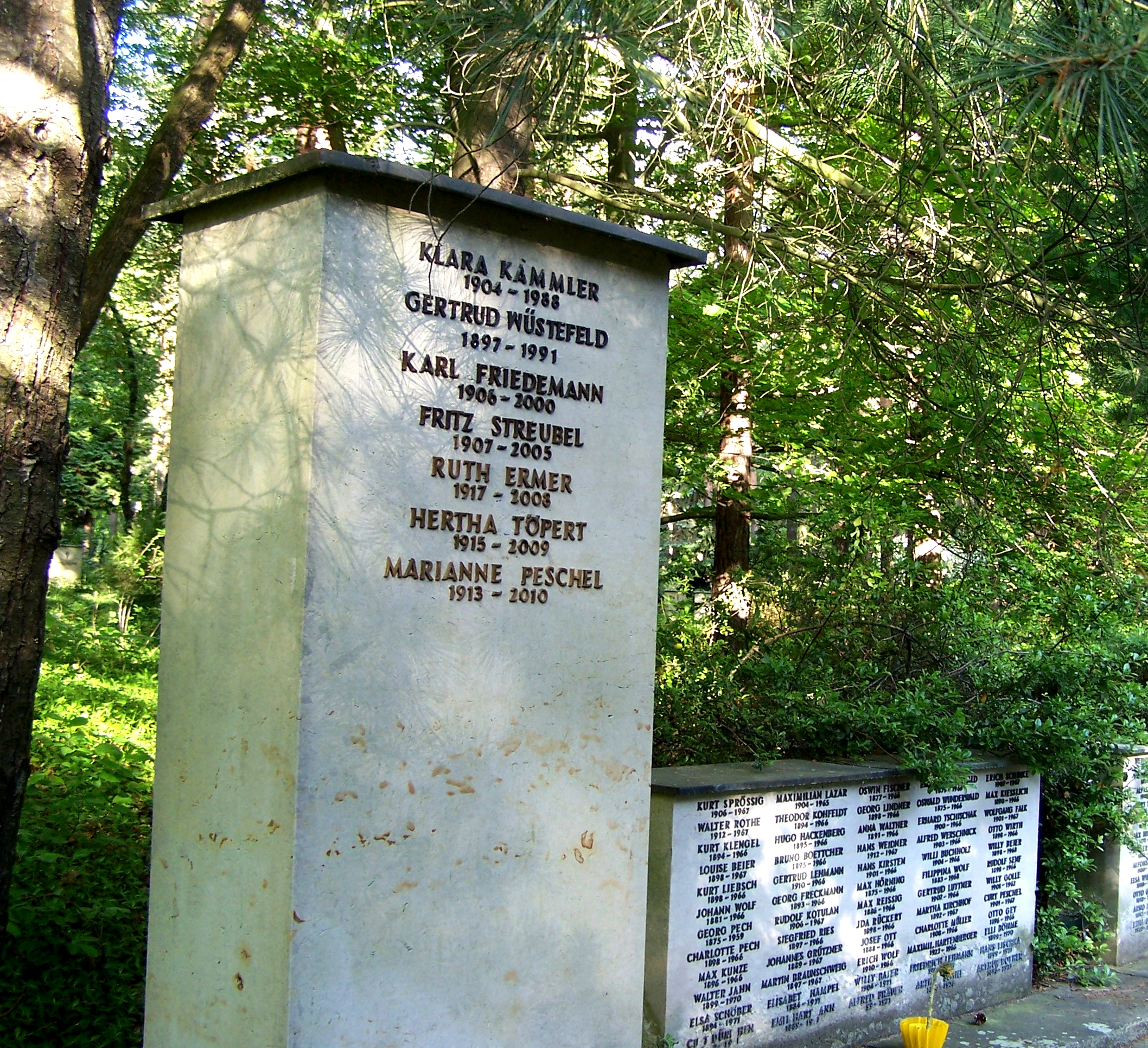
Grab von Karl Friedemann auf dem Dresdner Heidefriedhof

Nach dem Besuch der Volksschule absolvierte er eine Lehre als Einzelhandelskaufmann. Als arbeitsloses KPD-Mitglied baute Friedemann Ende der 1920er Jahre in Dresden die kommunistische Kinder- und Jugendbewegung mit auf.
Im Jahr 1933 wurde er verhaftet und zunächst in der Dresdner Gefangenenanstalt II („Mathilde“) inhaftiert. Von dort kam er ins KZ Hohnstein, aus dem er 1934 wieder entlassen wurde. Nach der Verbüßung der Haftstrafe setzte er seine illegale Arbeit gegen den Krieg fort, was im Juni 1941 zu seiner erneuten Verhaftung führte. Friedemann wurde zu 3 Jahren und 3 Monaten Zuchthaus im Straflager Dieburg verurteilt.
Nach Kriegsende war er einer der Aktivisten der ersten Stunde. Von 1946 bis 1950 war er Stadtverordneter in Dresden, danach von 1952 bis 1961 1. Sekretär der SED-Kreisleitung Meißen.
Am 13. Juni 1986 wurde er zum Ehrenbürger der Stadt Dresden ernannt. 1981 erhielt er den Karl-Marx-Orden.
Karl Friedemann fand seine letzte Ruhestätte auf dem Heidefriedhof in Dresden.